# کوزرگ
کوزرگ از قدیمیترین روستاهای دهستان کوهمره سرخی است این روستا به دلیل طبیعتی که دارد شناخته می‌شود و بیشترین مجتمع های تفرجگاهی و تفریحی کوهمره سرخی در کنار این روستا واقع شده و سالانه هزاران نفر گردشگر و مسافر را به خود جذب می‌کند.
آبشار زیبای دم اسب و اراضی کناری آن ملک شخصی اهالی روستای کوزرگ می باشد که بالاتر از آبشار دم اسب کوزرگ قدیم واقع شده بود. فاصله آن تا شیراز ۳۵ کیلومتری می‌باشد. در سال ۱۳۵۹ خانوارهایی به این مکان فعلی که کوزرگ نو میباشد به دلیل مشکلات راهی و نبود راه آسفالته مهاجرت کردند.